# Episodi di Top Secret (quarta stagione)
La quarta e ultima stagione della serie televisiva Top Secret, composta da 22 episodi, è stata trasmessa negli Stati Uniti dal 19 settembre 1986 al 28 maggio 1987 sul canale CBS.
In Italia è stata trasmessa da Canale 5 negli anni '90.
| nº | Titolo originale            | Titolo italiano                   | Prima TV USA      | Prima TV Italia |
| -- | --------------------------- | --------------------------------- | ----------------- | --------------- |
| 1  | Stemwinder: Part 1          | Operazione Stemwinder - 1ª parte  | 19 settembre 1986 |                 |
| 2  | Stemwinder: Part 2          | Operazione Stemwinder - 2ª parte  | 26 settembre 1986 |                 |
| 3  | Unfinished Business         | Conto in sospeso                  | 3 ottobre 1986    |                 |
| 4  | No Thanks for the Memories  | No grazie                         | 10 ottobre 1986   |                 |
| 5  | It's in the Water           | Pericolo in acqua                 | 17 ottobre 1986   |                 |
| 6  | Night Crawler               | L'informatore                     | 31 ottobre 1986   |                 |
| 7  | Billy's Lost Weekend        | Weekend dimenticato               | 7 novembre 1986   |                 |
| 8  | Photo Finish                | Sotto inchiesta                   | 14 novembre 1986  |                 |
| 9  | The Man Who Died Twice      | L'uomo che morì due volte         | 21 novembre 1986  |                 |
| 10 | Need to Know                | Il titanio                        | 5 dicembre 1986   |                 |
| 11 | Santa's Got a Brand New Bag | Un Natale molto speciale          | 19 dicembre 1986  |                 |
| 12 | Any Number Can Play         | Il fidanzato spia                 | 2 gennaio 1987    |                 |
| 13 | Promises to Keep            | Una promessa mantenuta            | 9 gennaio 1987    |                 |
| 14 | Rumors of My Death          | Voci sulla mia morte              | 23 gennaio 1987   |                 |
| 15 | Bad Timing                  | Questione di secondi              | 6 febbraio 1987   |                 |
| 16 | Do You Take This Spy?       | Vuoi prendere questa spia?        | 13 febbraio 1987  |                 |
| 17 | Mission of Gold             | Missione oro                      | 20 febbraio 1987  |                 |
| 18 | One Flew East               | Un poeta antinuclearista          | 27 febbraio 1987  |                 |
| 19 | All That Glitters           | Non è tutto oro quello che riluce | 7 maggio 1987     |                 |
| 20 | Suitable for Framing        | Il cavallo di Troia               | 14 maggio 1987    |                 |
| 21 | A Matter of Choice          | Questione di scelta               | 21 maggio 1987    |                 |
| 22 | The Khrushchev List         | La lista Krusciov                 | 28 maggio 1987    |                 |

## Operazione Stemwinder - 1ª parte
- Titolo originale: Stemwinder: Part 1
- Diretto da: Burt Brinckerhoff
- Scritto da: Eugenie Ross-Leming e Brad Buckner

### Trama
L'Agenzia sospetta che Lee e Amanda siano stati corrotti e siano passati al nemico, dopo che un agente del KGB li ha incastrati per vendetta.

## Operazione Stemwinder - 2ª parte
- Titolo originale: Stemwinder: Part 2
- Diretto da: Burt Brinckerhoff
- Scritto da: Eugenie Ross-Leming e Brad Buckner

### Trama
Lee e Amanda sono sulle tracce di Alexi e Sonia, mentre l'Agenzia cerca proprio loro, sempre nella convinzione che abbiano tradito.

## Conto in sospeso
- Titolo originale: Unfinished Business
- Diretto da: Kate Jackson
- Scritto da: Eugenie Ross-Leming e Brad Buckner

### Trama
L'uomo che con la sua falsa testimonianza aveva rovinato la reputazione dei genitori di Lee si riaffaccia dal passato, per minacciare un sovrano del presente.

## No grazie
- Titolo originale: No Thanks for the Memories
- Diretto da: Harvey S. Laidman (as Harvey Laidman)
- Scritto da: Eugenie Ross-Leming e Brad Buckner

### Trama
Nel giardino di casa di Amanda King si nasconde un russo con una memoria prodigiosa in fuga dal Kgb che vuole usarlo per un incarico delicato ai danni degli Stati Uniti.

## Pericolo in acqua
- Titolo originale: It's in the Water
- Diretto da: Harvey S. Laidman (as Harvey Laidman)
- Scritto da: Eugenie Ross-Leming e Brad Buckner

### Trama
Un attivista ecologico si mette nei guai con una trovata che gli sfugge di mano, e finisce per attirare l'attenzione dell'Agenzia e dei Libici, che proveranno a rapirlo. Toccherà a Lee ed Amanda intervenire prima che la situazione si complichi ulteriormente facendo vittime innocenti.

## L'informatore
- Titolo originale: Night Crawler
- Diretto da: Harvey S. Laidman (as Harvey Laidman)
- Scritto da: Eugenie Ross-Leming e Brad Buckner

### Trama
Un terrorista saudita, intuendo il legame sentimentale che c'è tra Amanda e Lee, attira Amanda in una trappola e la rapisce, per avere da lei informazioni sui contatti di Lee e per usarla come merce di scambio con i Libici.

## Weekend dimenticato
- Titolo originale: Billy's Lost Weekend
- Diretto da: Christopher Hibler
- Scritto da: Eugenie Ross-Leming e Brad Buckner

### Trama
Lee e Amanda aiutano Billy a ripercorrere le tappe di un fine settimana dimenticato, in cui potrebbe aver compromesso la copertura di un agente in missione in Africa.

## Sotto inchiesta
- Titolo originale: Photo Finish
- Diretto da: Cliff Bole
- Scritto da: Eugenie Ross-Leming e Brad Buckner

### Trama
Una spia, che sta trafugando informazioni preziose da un'industria aerospaziale, per sbarazzarsi di Amanda, che sta conducendo la sua prima inchiesta da sola, orchestra una campagna di diffamazione contro di lei, per farle togliere l'indagine.

## L'uomo che morì due volte
- Titolo originale: The Man Who Died Twice
- Diretto da: Sidney Hayers
- Scritto da: Eugenie Ross-Leming e Brad Buckner

### Trama
Un agente di origine vietnamita, amico e collega d Lee, è costretto a darsi per morto per evitare pericolose ripercussioni sulla sua famiglia...

## Il titanio
- Titolo originale: Need to Know
- Diretto da: Dennis C. Duckwall
- Scritto da: Eugenie Ross-Leming e Brad Buckner

### Trama
Lee aiuta un amico giornalista a investigare sull'editore di un giornale, che potrebbe avere dei legami con degli agenti segreti della Romania.

## Un Natale molto speciale
- Titolo originale: Santa's Got a Brand New Bag
- Diretto da: Sidney Hayers
- Scritto da: Eugenie Ross-Leming e Brad Buckner

### Trama
Pochi giorni prima di Natale, Lee e Amanda indagano su una fabbrica di giocattoli usata come copertura per lo sviluppo di armi sofisticate.

## Il fidanzato spia
- Titolo originale: Any Number Can Play
- Diretto da: Harvey S. Laidman
- Scritto da: Eugenie Ross-Leming e Brad Buckner

### Trama
Alcuni indizi fanno capire che il nuovo fidanzato della madre di Amanda ha in realtà un nome falso e un grande debito con gente della mafia.

## Una promessa mantenuta
- Titolo originale: Promises to Keep
- Diretto da: Sidney Hayers
- Scritto da: Eugenie Ross-Leming e Brad Buckner

### Trama
Diversi indizi indicano che un tranquillo bibliotecario del Congresso, amico ed informatore di Lee, sia coinvolto con dei trafficanti di droga; toccherà proprio a Lee indagare per conto dell'Agenzia. Nel frattempo, Francine inizia a sospettare che ci sia un legame sentimentale tra Lee e Amanda..

## Voci sulla mia morte
- Titolo originale: Rumors of My Death
- Diretto da: Burt Brinckerhoff
- Scritto da: Eugenie Ross-Leming e Brad Buckner

### Trama
Un cadavere viene ritrovato in un sito in costruzione: i suoi documenti dicono che si tratta di Lee. Il fatto conduce a indagare su un giro di documenti falsi. Intanto, l'ex-marito di Amanda la invita a pranzo fuori, suscitando la gelosia di Lee.

## Questione di secondi
- Titolo originale: Bad Timing
- Diretto da: Harry Mastrogeorge
- Scritto da: Eugenie Ross-Leming e Brad Buckner

### Trama
Una spia sovietica, vecchio nemico di Lee, riesce a iniettargli un batterio letale: Lee ha solo 72 ore per trovare un antidoto. 

## Vuoi prendere questa spia?
- Titolo originale: Do You Take This Spy?
- Diretto da: Burt Brinckerhoff
- Scritto da: Eugenie Ross-Leming e Brad Buckner

### Trama
Appena prima di partire per celebrare il loro segretissimo matrimonio, Lee e Amanda devono risolvere un caso che comprende un furto e un omicidio.

## Missione oro
- Titolo originale: Mission of Gold
- Diretto da: Dennis C. Duckwall
- Scritto da: Eugenie Ross-Leming e Brad Buckner

### Trama
La luna di miele di Lee e Amanda viene tragicamente interrotta quando alcuni ladri d'oro sparano e feriscono gravemente Amanda.

## Un poeta antinuclearista
- Titolo originale: One Flew East
- Diretto da: Sigmund Neufeld Jr.
- Scritto da: Eugenie Ross-Leming e Brad Buckner

### Trama
La figlia di un attivista anti-nucleare accusa l'Agenzia di aver rapito suo padre. Intanto Lee cerca di legare con i figli di Amanda, con qualche difficoltà.

## Non è tutto oro quello che riluce
- Titolo originale: All That Glitters
- Diretto da: Sascha Schneider
- Scritto da: Eugenie Ross-Leming e Brad Buckner

### Trama
Per il suo compleanno, una ex fiamma di Lee riceve un paio di orecchini preziosissimi spariti durante l'invasione di Grenada. L'Agenzia lo incarica di indagare.

## Il cavallo di Troia
- Titolo originale: Suitable for Framing
- Diretto da: Harvey S. Laidman (as Harvey Laidman)
- Scritto da: Eugenie Ross-Leming e Brad Buckner

### Trama
Lee e Francine finiscono per dare delle informazioni top secret a un ragazzo che risulta essere una spia sovietica. L'agenzia li sospende e sono costretti a indagare da soli per tirarsi fuori dai guai.

## Questione di scelta
- Titolo originale: A Matter of Choice
- Diretto da: Burt Brinckerhoff
- Scritto da: Eugenie Ross-Leming e Brad Buckner

### Trama
Un vecchio nemico di Lee a cui lui sta dando la caccia giorno e notte perché ha ucciso due dei suoi contatti prende di mira Francine, che incontrerà di nuovo l'uomo che avrebbe dovuto sposarla.

## La lista Krusciov
- Titolo originale: The Khrushchev List
- Diretto da: Oz Scott
- Scritto da: Eugenie Ross-Leming e Brad Buckner

### Trama
Lee sospetta che il fondatore dell'Agenzia, ora in pensione, e Christina Golistyn, una informatrice scappata dalla Russia, stiano cercando la lista delle spie americane agli ordini di Krusciov alla fine degli anni Cinquanta. Nel frattempo, iniziano i primi problemi di convivenza coniugale fra i novelli sposi Lee e Amanda.
- Altri interpreti: Howard Duff (Harry Thornton)